# Szwajcaria (województwo wielkopolskie)
Szwajcaria – wieś w Polsce, w województwie wielkopolskim, w powiecie konińskim, w gminie Krzymów.
Do 31 grudnia 2023 miejscowość była częścią wsi Hiszpania.